# Jorge Barreto Xavier
Jorge Manuel Barreto Xavier (Goa, Índia, 6 de novembro de 1965) é um gestor cultural, professor universitário e político. Foi, entre Outubro de 2012 e Outubro de 2015, Secretário de Estado da Cultura do XIX Governo Constitucional, na dependência do Primeiro-Ministro, Pedro Passos Coelho.

## Biografia
Em 1970, foi viver para a cidade da Guarda, na Beira Interior. Viveu na Guarda e no Sabugal, indo para Lisboa em 1984 para cursar Direito na Faculdade de Direito da Universidade de Lisboa. Em 1986, com 20 anos, funda o Clube Português de Artes e Ideias (CPAI). Em 1987, desenha e coordena a “I Mostra Portuguesa de Artes e Ideias”, uma iniciativa de apresentação de arte contemporânea que integrou  trabalhos de Arquitetura, Artes Plásticas, Banda Desenhada, Cinema, Dança, Design Gráfico, Fotografia, Literatura, Música, Teatro e Vídeo, articulação pioneira em Portugal. 
Este modelo de apresentação seria usado em iniciativas posteriores que dirigiu, como “Novos Valores da Cultura”  (1988), “Cultura e
Desenvolvimento” (1989 e 1990), “Tendências” (1991), “Jovens Criadores” (1992), nome que continua a ser utilizado nas iniciativas que, anualmente, se desenvolvem em Portugal através do CPAI para promover artistas em início de carreira. Em 1991, com colegas do primeiro curso de Gestão das Artes realizado em Portugal (1989), funda a Associação Portuguesa de Gestores das Artes. Em 1992, cria o programa Paideia – animação artística nas escolas secundárias, iniciativa através da qual levou arte contemporânea (música, teatro, dança, fotografia, artes plásticas, vídeo) a 180 escolas secundárias portuguesas, até 1997. Paralelamente, desde 1988, através do Clube Português de Artes e Ideias, torna-se responsável pelas representações portuguesas nas Bienais de Jovens Criadores da Europa e do Mediterrâneo, importantes para a internacionalização de artistas portugueses na década de 80 e 90 do século XX. Em 1994, dirige a Bienal de Lisboa, 7.ª edição desta bienal itinerante, com mais de 500 artistas provenientes de 20 países.
Em 1997, cria o Lugar Comum, Centro de Experimentação Artística, que se instala na Fábrica da Pólvora de Barcarena, em Oeiras e inaugurado em Janeiro de 2000, sendo à data o primeiro centro integrado de experimentação artística em Portugal (com possibilidades de
trabalho para as áreas das artes visuais, dança, música, teatro, escrita, vídeo, e projetos multimedia) e também o maior em dimensão (2000m2). Também nesse ano, cria a Bienal de Jovens Criadores dos Países Lusófonos, que continua a realizar-se. Ainda nesse período, como membro do Conselho Nacional da Educação, com Emília Nadal, desenvolve o Parecer “Educação Estética e
Interiorização dos Saberes”, publicado em 1998.
Em Janeiro de 2003, assume o lugar de vereador da Câmara Municipal de Oeiras. Seria aí responsável pelos pelouros da Cultura, Juventude e Defesa do Consumidor. No Concelho de Oeiras, cria a Rede Juventude, alargando os espaços públicos disponíveis para jovens nos diversos pontos do Município. Na área da Cultura, operacionaliza o projeto de requalificação do Palácio Anjos, em Algés, para acolher a coleção de arte Manuel Brito, uma das mais importantes do País. É também nesse período que lidera o grupo de trabalho interministerial Educação-Cultura. Em Janeiro de 2006, inicia colaboração com a Fundação Calouste Gulbenkian, onde, até Abril de 2008, lidera o projeto Reinserção pela
Arte, nos Centros Educativos da Direção-Geral de Reinserção Social do Ministério da Justiça.
Em Abril de 2008, assume o cargo de Diretor-Geral das Artes. Nessa posição, lidera a reforma das normas de apoio do Estado às actividades artísticas e desenha e implementa o programa Inov-Art, que se tornaria, em 2009 e 2010 o maior programa de estágios profissionais  internacionais na área da Cultura promovidos por uma autoridade pública da União Europeia, com mais de 200 estagiários por ano colocados em dezenas de cidades de 28 países dos cinco continentes. Em Julho de 2010, demite-se do cargo de Director-Geral das Artes. Em Setembro de 2011 começa a leccionar no ISCTE-Instituto Universitário de Lisboa, desenhando e lecionando as cadeiras de políticas culturais e gestão de indústrias criativas.
Foi, entre 26 de Outubro de 2012 e 30 de Outubro de 2015, Secretário de Estado da Cultura do XIX Governo Constitucional,
na dependência do Primeiro-Ministro.

## Publicações
- "Arte e Delinquência"[14] Edição: Fundação Calouste Gulbenkian, Novembro de 2011 326 p. - com DVD ISBN: 978-972-31-1402-7; Coordenação: Jorge Barreto Xavier
- "XXI - Ter Opinião 2012", Edição: Fundação Francisco Manuel dos Santos, Novembro de 2011      208 p. Depósito legal 336164/11; “As Artes e a Cultura no fio da navalha”[15] ( p. 140  a p. 147, inclusive);
- "Revista Portuguesa de Ciência Política"; Edição: Observatório Político, Novembro de 2011 ISSN: 1647-4090 “O lugar da criação artística: arte, educação e sociedade”;
- "Revista “Boa União” nº 3 Ano 3"; Edição: Teatro Viriato, Viseu, Março de 2011 134 p. ISSN: 1645-7781; “A programação cultural e o projeto artístico no seio da comunidade” (p. 11 a p. 20);
- "Home&Abroad" Edição: XEREM – associação cultural; Lisboa, Fevereiro de 2011  152 p.ISBN: 978-989-97183-0-2 “Nomadismo e Voyeurismo”;
- "Carta da Cultura do Município de Oeiras"; Edição: Câmara Municipal de Oeiras, Novembro de 2005, 232 pp. Coordenação: Jorge Barreto Xavier
- "Relatório da Comissão Interministerial"[16] Educação/Cultura; Sites

do Ministério da Educação e do Ministério da Cultura, 2004;
- "O estado das Artes – As Artes do Estado"; Actas, Edição: Observatório das Actividades Culturais, Fevereiro de 2002, 280 pp. ISBN:

972-8488-24-6; “Os centros culturais” (p. 203 a p. 207);
- "Escola, Aprendizagem e Criatividade”, Edição: Porto Editora, 2000;“As

artes contemporâneas por um ensino consequente”;
- "Debates do Ensino Secundário", Edição: Ministério da Educação, 1999; “Uma casa para Brecht";
- Pareceres e Recomendações 1998, Edição: Conselho Nacional da Educação, 1999, 200 pp. ISSN: 0872-0746 “Educação Estética e Interiorização dos Saberes”[17]; conjuntamente com Emília Nadal;
- "Povos e Culturas 6", Lisboa: Contemporaneidade e Futuro; Edição Centro de Estudos dos Povos e Culturas da Universidade Católica Portuguesa, 1998, 580 pp. ISSN: 0873-5921 Coordenação: Carlos Laranjo Medeiros e Jorge Barreto Xavier
- "Formar Professores para a escola cultural no horizonte dos anos 2000" (coletânea), Edição: Porto Editora  1997, “Novas possibilidades de intervenção: o Programa Paideia";
- "Como projectar a educação artística em Portugal", Edição: Faculdade de Motricidade Humana da Universidade Técnica de Lisboa, 1996, "Criação artística e

ensino";
Catálogos
- 8ª Edição da Bienal de Arquitectura de São Paulo[18] – Representação Oficial Portuguesa

Edição: Direcção Geral das Artes, 2009;
- 53ª Edição da Mostra de Artes Visuais da Bienal de Veneza – Representação Oficial Portuguesa

Edição: Direcção Geral das Artes, 2009;
- “Álvaro Siza Vieira–Modern/Redux[19]”, Edição: Instituto Tomie Ohtake, SP, 2008;
- “Fio do Horizonte”, catálogo da exposição de arte contemporânea apresentada no Rio de Janeiro a propósito dos 200 Anos da chegada da Corte Portuguesa ao Brasil

Edição: Direcção–Geral das Artes, 2008;
- 11ª Edição da Mostra de Arquitectura da Bienal de Veneza – Representação Oficial Portuguesa

Edição: Direcção–Geral das Artes, 2008;
- Algures/Lugares[20], Edição: Faculdade de Belas Artes da Universidade de Lisboa, 2002

Edições do Clube Português de Artes e Ideias
- FIO – Festival Internacional de Vídeo de Oeiras, 2002;
- Jovens Criadores 2002[21];
- Jovens Criadores 2001;
- VideoLisboa 2000;
- Teatro na Década 1999;
- VideoLisboa 99;
- Jovens Criadores, 1999;
- Jovens Criadores, 1998;
- Teatro na Década 1997;
- Jovens Criadores, 1997;
- Jovens Criadores, 1996;
- Teatro na Década, 1995;
- Bienal de Lisboa, 1994;
- Programa Paideia, 1993/94;
- Teatro na Década, 1993;
- Tendências, 1991;
- Programa Cultura e Desenvolvimento, 1990;
- Cultura e Desenvolvimento, 1989;
- Novos Valores da Cultura, 1988;
- I Mostra Portuguesa de Artes e Ideias, 1987;